# Hinn (mythologie)
Pour les articles homonymes, voir Hinn.

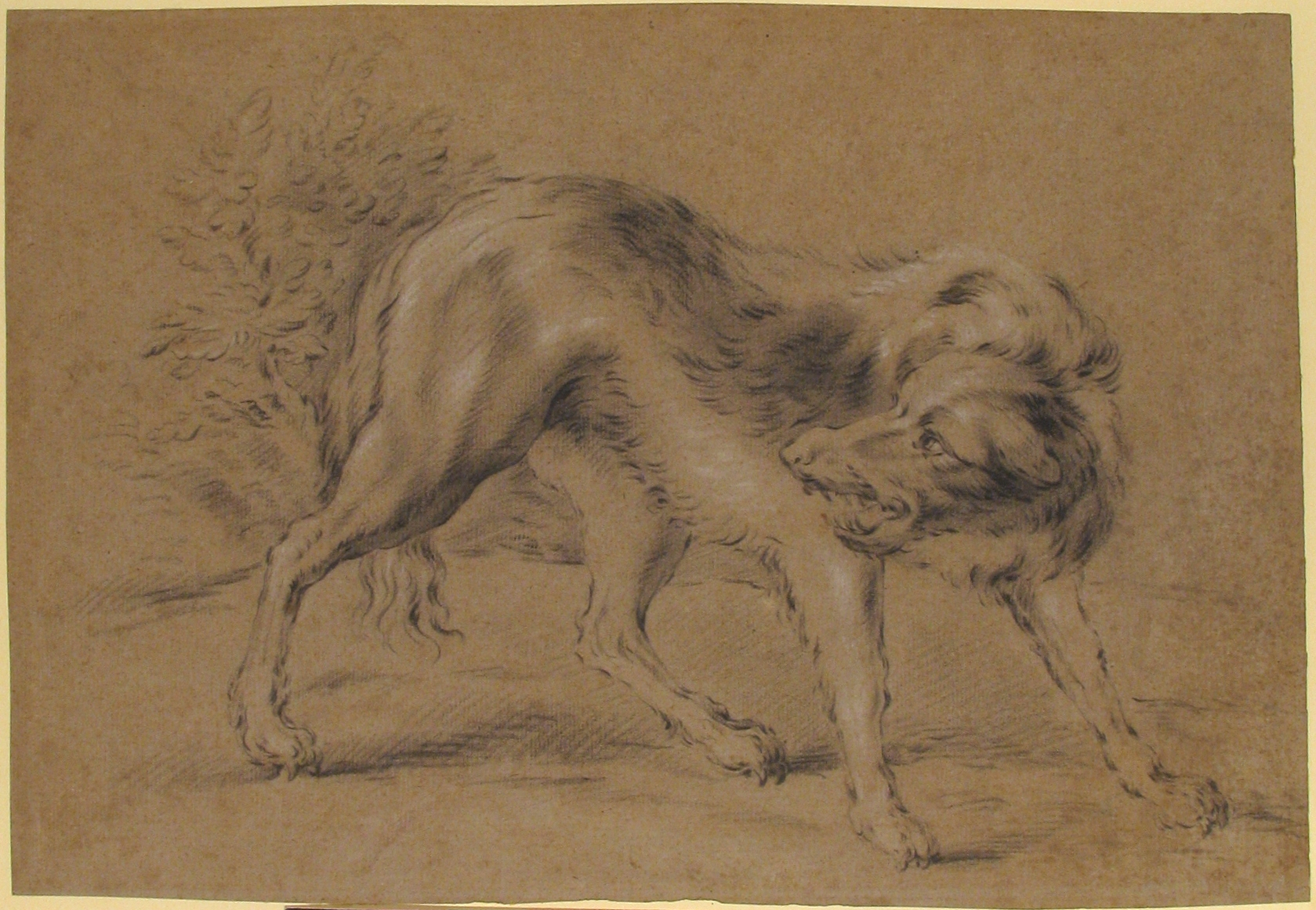
Selon certaines légendes, les hinns seraient encore vivants et prendraient la forme de chiens.

Hinn (arabe : حنّ) sont à la fois des sortes de créatures surnaturelles dans la tradition arabe, avec les djinns et divers types de démons (shaitan), ainsi qu'une race pré-adamite dans les croyances liées à l'islam. Leur existence, ainsi que celle des binns, timms et rimms, est acceptée par les Druzes.

## Cercles pré-adamites
Selon les alaouites, les djinns font partie du « cercle du temps », appartenant à une période précédant la création de l'humanité. Ainsi, avant les humains, les hinns, les binns, les timms, les rimms, les janns et les djinns résidaient sur la terre. Ils représentent six périodes symbolisant le progrès négatif jusqu'à l'émergence des humains ; ainsi les premières lettres des quatre premiers cercles signifient Habtar (se référant ici à la personnification du mal) et le dernier se référant aux janns et aux djinns en tant que subordonnés du diable. Le cercle suivant divise l'histoire humaine, en commençant par Adam et se terminant avec Mahomet, c'est la période dans laquelle les humains vivent actuellement.
On a dit que les hinns étaient associés à l’air et à une autre créature. Les binns étaient liés à l’eau dans un document intitulé Revelations of ʻ Abdullah Al-Sayid Muhammad Habib. Dans le même document, les races des hinns et des binns sont considérées comme éteintes, contrairement aux djinns.
Selon Ibn Kathir, les hinns appartiennent, avec les djinns, à ces créatures qui ont versé le sang sur terre avant l'humanité, ce qui a fait que les anges remettent en question le commandement de Dieu de placer Adam comme vice-roi. Dans son ouvrage Al-Bidāya wa-n-Nihāya, raconte que les Hinns et les Binns ont été exterminés par les djinns, afin que ces derniers puissent habiter sur la terre.
Bien que de nombreuses sources décrivent les hinns et les binns comme des créatures primordiales gigantesques et puissantes, Al-Jahiz les mentionne comme un « type faible » de démons dans son Kitāb al-Ḥayawān.

## Hinns combattant aux côtés des anges
Selon certains récits, les hinns auraient soutenu les anges, menés par Iblis, lors d'une bataille contre les djinns terrestres apportant le désastre sur le monde.Tabari raconte que les hinns ont été créés à partir du feu, comme les djinns mais les premiers, qui appartiennent au groupe d'Iblis, ont été créés à partir du feu de samum (« feu empoisonné »), qui est mentionné dans le Coran en (15:27). Les djinns communs, quant à eux, sont créés à partir de marij min nar (que l'on traduit par « feu et air », « feu sans fumée » ou « mélange de flammes »), mentionné dans (55:15).

## Dans le folklore et les poèmes
Selon certaines légendes,[Par qui ?]  on croit que les hinns sont encore vivants et prennent la forme de chiens. D'après un hadith[Lequel ?], si un chien sauvage s'approche d'un musulman, il doit lui jeter de la nourriture et le chasser, parce qu’il pourrait avoir une âme maléfique.
Avec les djinns, on a fait référence aux hinns dans les poèmes préislamiques.